# 8588 Avosetta
8588 Avosetta è un asteroide della fascia principale. Scoperto nel 1960, presenta un'orbita caratterizzata da un semiasse maggiore pari a 2,2128370 UA e da un'eccentricità di 0,0662953, inclinata di 7,53222° rispetto all'eclittica.